# Trondheim (comuna)
A comuna de Trondheim (Trondheim kommune) é uma comuna da Noruega localizada no condado de Trøndelag (’’Trøndelag fylke’’). Tem uma área de 497 km² de área e uma população de 205 163 habitantes (2020).
O seu centro administrativo é a cidade de Trondheim.